# Криничеватое (Никопольский район)
Криничева́тое (укр. Криничувате) — село,
Криничеватский сельский совет,
Никопольский район,
Днепропетровская область,
Украина.
Код КОАТУУ — 1222982801. Население по переписи 2001 года составляло 458 человек.
Является административным центром Криничеватского сельского совета, в который, кроме того, входят сёла
Веселое,
Голубовка,
Долговка,
Дружба,
Змаганье,
Лебединское,
Лукиевка,
Менделеевка,
Охотничье,
Пахарь и
Томаковское.

## Географическое положение
Село Криничеватое находится на левом берегу реки Солёная (на одном из истоков),
ниже по течению на расстоянии в 4 км расположено село Бекетовка.
Река в этом месте пересыхает, на ней сделано несколько запруд.
Через село проходит автомобильная дорога Т-0435.

## История
- Село Криничеватое основано в начале XIX века.

## Экономика
- «Гетьман», ООО.

## Объекты социальной сферы
- Школа.
- Дом культуры.
- Фельдшерско-акушерский пункт.

## Достопримечательности
- Братская могила советских воинов.